# Mabel Strickland
Mabel Edeline Strickland (8. siječnja 1899. – 29. studenog 1988.), anglo-malteška novinarka, spisateljica i političarka.

## Životopis
Strickland je kći Sir Geralda Stricklanda (kasnije Lord Strickland), premijera Malte, i Lady Edeline Sackville. Godine 1935. postala je urednik "The Times of Malta" i "Il Berqa". Kroz svoje političko djelovanje, uvijek uvijek se borila za slobodu medija te je njegovala odnose Malte s Velikom Britanijom.
Mabel Strickland je bila od milja poznata i kao "Miss Mabel" kao i "The Queen of Malta". Nije se nikada udavala. Umrla je 29. studenog 1988. godine i pokopana je u obiteljskoj grobnici u Mdini.